# كولن ويزلي
كولن ويزلي (5 سبتمبر 1937 بديربان في جنوب أفريقيا - 5 مارس 2022) (بالإنجليزية: Colin Wesley)‏ هو لاعب كريكت جنوب أفريقي. شارك مع منتخب جنوب أفريقيا الوطني للكريكت. أما مع النوادي، فقد لعب مع نادي الجامعات الجنوب أفريقية للكريكت ‏ وفريق كوازولو ناتال للكريكت ‏.

## وصلات خارجية
- كولن ويزلي على موقع إي آس بي آن كريك إنفو (الإنجليزية)